# 唐獅子牡丹
『唐獅子牡丹』（からじしぼたん）は、日本の楽曲。1966年1月13日に公開した日本映画昭和残侠伝シリーズの主題歌として高倉健が劇中でも歌った曲の歌詞を改変したもの。1960年代にヒットした。「義理と人情を秤にかけりゃ」で始まる歌詞は、劇中での高倉の決め台詞「死んでもらいます」と共に流行語になった。
作詞は矢野亮・水城一狼、作曲は水城一狼。映画では作詞は水城一狼・佐伯清、作曲は菊池俊輔のクレジット表記となっている。
春日八郎1970年、江利チエミ1971年、藤圭子1973年、美空ひばり1975年、市川由紀乃2013年、島津亜矢など多くの歌手にカバーされている。
映像作家の岡田喜一郎は「高倉の歌は、決して上手ではないが、不器用な男の心情が伝わってくる」と評している。
レコードでは3番までの収録だが、歌詞は7番まで存在する。
1970年に三島由紀夫と楯の会とが市ヶ谷駐屯地を占拠する際に、市ヶ谷へ向かう車中で本曲を歌ったという逸話がある。
全共闘の学生たちがバリケードストライキを行った際に、バリケードの内側で好んで本曲を歌ったと言われている。